# Олеськівський повіт
Олеськівський повіт — історична адміністративно-територіальна одиниця у складі Королівства Галичини та Володимирії. Адміністративний центр — містечко Олесько.
Утворений у 1854 р. Під час адміністративної реформи місцевого самоврядування розпорядженням міністерства внутрішніх справ Австро-Угорщини 23 січня 1867 року ліквідовані округи та частина повітів, серед них і Олеськівський повіт, а його територія приєднана до Золочівського повіту, однак його структуру збережено в судовій адміністрації у вигляді окремої Олеськівської судової округи, яка польською мовою називалася Олеськівським судовим повітом.
Олеськівський повіт складався з містечок Олесько і Білий Камінь та 18 сіл:
1.  Боложинів,
2.  Бужок,
3.  Гутище,
4.  Загірці,
5.  Закомар'я,
6.  Юсковиці,
7.  Кути,
8.  Ожидів,
9.  Переволочна,
10.  Підгірці
11.  Підлисся,
12.  Розваж,
13.  Соболівка,
14.  Соколівка
15.  Ушня
16.  Хватів,
17.  Черемошня,
18.  Чішки.